# Samla Mammas Manna
Samla Mammas Manna fue un grupo sueco de rock, perteneciente al rock progresivo/rock in opposition formado en 1969 y separado en 2008, en la ciudad de Uppsala, se le consideró uno de los grupos del movimiento y pionerismo del Rock in Opposition tanto mundial como en Suecia, sus canciones tienen sonidos de circos y de composiciones virtuosas, uno de sus álbumes más conocidos es Måltid de 1973 realizado por Silence Records en la cual contiene sencillos conocidos del grupo como "Circus Apparatha", "Minareten II" y "Probably the Probably". el grupo tuvo un integrante japonés Tatsuya Yoshida que fue baterista en el último periodo del grupo.
El grupo se separó en el 2008, desde que murió el vocalista Lars Hollmer a causa del cáncer. Samla Mammas Manna actualmente gracias a su vanguardismo, es considerado un grupo de culto.

## Integrantes

### Exintegrantes
- Lars Hollmer - vocales, teclados (1969 - 1980, 1990 - 2008) (fallecido en 2008)
- Lars Krantz - bajo (1969 - 1980, 1990 - 2008)
- Hasse Bruniusson - batería (1969 - 1980, 1990 - 1999)
- Coste Apetrea - guitarra (1972 - 1976, 1990 - 2008)
- Tatsuya Yoshida - batería (2002 - 2008)
- Henrik "Bebben" Öberg - percusión (1969 - 1971)
- Eino Haapala - guitarra (1977 - 1980)
- Vilgot Hansson - batería (1980)

## Discografía

### Álbumes de estudio
- 1971: "Samla Mammas Manna" (Silence Records)
- 1973: "Måltid" (Silence Records)
- 1974: "Klossa Knapitatet" (Silence Records)
- 1976: "Snorungarnas Symfoni" (MNW) (en colaboración con Gregory Allan Fitzpatrick)
- 1978: "För Äldre Nybegynnare/Schlagerns Mystik" (Silence Records)
- 1980: "Familjesprickor" (Silence Records)
- 1999: "Kaka" (Gazul Records)

### EP
- 1988: "Ur Sync"

### Recopilaciones
- 1971: "Festen på Gärdet"
- 1975: "Konvaljen"
- 1980: "Music in Sweden 7: Alternative Instrumental Music"
- 1980: "Tonkraft 1972-1974: Levande musik från Sverige"
- 1995: "Vild i skogen: Silence 25 år"
- 1996: "Supernatural Fairy Tales: The Progressive Rock Era"
- 2002: "Dear Mama"
- 2007: "The Essence of Swedish Progressive Music 1967-1979: Pregnant Rainbows for Colourblind Dreamers "
- 2008: "Samla Box"

### Bootlegs
- 1974: "Oslo 1974"
- 1975: "Sprängkullen"
- 1976: "Sprängkullen II"
- 1976: "Sprängkullen III"
- 1979: "Mariahissen"
- 1980: "Kulturhuset Stockholm 1980"
- 2003: "Live @ Schuba's Tavern, Chicago, IL"
- 2003: "2003 08 28 New York"
- 2003: "2003 08 30 ProgDay, Storybook Farm, Chapel Hill, NC"